# جيراردو مونكادا
جيراردو مونكادا (بالإسبانية: Gerardo Moncada)‏ هو لاعب كرة قدم كولومبي في مركز الدفاع، ولد في 1 ديسمبر 1946 في Bello, Antioquia ‏ في كولومبيا. لعب مع أتلتيكو ناسيونال.

## وصلات خارجية
- جيراردو مونكادا على موقع أوليمبيديا (الإنجليزية)